# Onland (plaats)
Onland (Fries: Unlân of It Unlân) is een buurtschap in de gemeente De Friese Meren, in de Nederlandse provincie Friesland.
De buurtschap bevindt zich ten zuidoosten van Joure en ten westen van Heerenveen en ligt parallel aan de dorpen Rotsterhaule en Sintjohannesga. De plaats is ontstaan in het begin van de 20ste eeuw.
De plaatsnaam is afkomstig van een oudere veldnaam. Deze duidt op kwalijk/slecht (un) land. Het gebied was een vergraven veenland. Eind 18e en begin 19e eeuw was het (deels) ondergelopen geraakt. In de 19e eeuw werd het drooggemaakt, maar vervolgens bleef het braak liggen. Het gebied werd op het kadaster aangeduid als 'Drooggemaakt doch nog niet verkaveld'. In het begin van de twintigste eeuw werd het toch in cultuur gebracht en zo ontstond ook de buurtschap.
De hoofdweg van de buurtschap heet de Kadijk. Tussen Rotsterhaule en de Kadijk ligt de verbindingsweg Nieuweweg, waaraan zich ook bewoning bevindt, met een los buurtje voor de bebouwde kom van Rotsterhaule. In de tweede helft van de twintigste eeuw werd de Kampweg aangelegd, waaraan ook diverse huizen aan staan die bij de buurtschap behoren. Het merendeel van de bewoning van de buurtschap valt qua adressering onder Rotsterhaule en een klein deel onder Sintjohannesga.
Voor de gemeentelijke herindelingen in 1984 behoorde Onland tot de gemeente Haskerland en van 1984 tot 2014 tot de gemeente Skarsterlân.
Hoofdplaats: Joure     Stad: Sloten

Dorpen en gehuchten: Akmarijp · Bakhuizen · Balk · Bantega · Boornzwaag · Broek · Delfstrahuizen · Dijken · Doniaga · Echten · Echtenerbrug · Eesterga · Elahuizen · Follega · Goingarijp · Harich · Haskerhorne · Idskenhuizen · Kolderwolde · Langweer · Legemeer · Lemmer · Mirns · Nijehaske · Nijemirdum · Oldeouwer · Oosterzee · Oudega · Oudehaske · Oudemirdum · Ouwster-Nijega · Ouwsterhaule · Rijs · Rohel · Rotstergaast · Rotsterhaule · Rottum · Ruigahuizen · Scharsterbrug · Sint Nicolaasga · Sintjohannesga · Snikzwaag · Sondel · Terhorne · Terkaple · Teroele · Tjerkgaast · Vegelinsoord · Wijckel

Buurtschappen: Ballingbuur · Bargebek · Boornzwaag over de Wielen · Brekkenpolder · Commissiepolle · De Rijlst · Delburen · Finkeburen · Heide · Hooibergen · Nieuw Amerika · Onland · Schoterzijl (deels) · Schouw · Spannenburg · Tacozijl · Trophorne · Tweehuis · Vierhuis · Vrisburen · Westerend-Harich · Zevenbuurt

Friesland: Steden en dorpen      Nederland: Provincies · Gemeenten